# Jared Bark
Jared Bark (* 1944 in Appleton, Wisconsin) ist ein US-amerikanischer Performancekünstler.

## Leben und Werk
Jared Bark hat ein Studium der Geschichte, Anthropologie, Malerei und Skulptur an der Stanford University in Kalifornien mit dem Bachelor abgeschlossen und von 1967 bis 1968 am Hunter College in New York City studiert. Photo booth works (1969) sind mit einem Fotoautomat gemachte Porträts. 1970 hatte Bark ein Stipendium und reiste nach Indien. 1972 entschied er sich, Performances zu machen.
Jared Bark ist der Betreiber von Bark Frameworks, einem Geschäft für Rahmenbedarf in New York City.

## Gruppenausstellungen
- 1976: Krishna Concrete documenta 6, Kassel
- 2013: Rituals of Rented Island: Object Theater, Loft Performance, and the New Psychodrama—Manhattan, 1970–1980 Whitney Museum of American Art[3]